# Viktor Kruml
Viktor Kruml (Engels: Viktor Krum) is een personage uit de Harry Potterboekenserie van de Britse schrijfster J.K. Rowling.
Kruml is een zeer goed Zwerkbalspeler en komt uit voor het nationale team van Bulgarije. Tijdens de Zwerkbalwereldkampioenschappen in Engeland zien Harry, Ron en Hermelien Kruml voor het eerst. Vooral Ron is dan zeer van hem onder de indruk; Hermelien vindt hem maar een stuk chagrijn.

## Toverschool Toernooi
Wanneer Harry, Ron en Hermelien na het WK op Zweinstein aankomen om aan hun vierde schooljaar te beginnen, blijkt dat gedurende dat schooljaar het Toverschool Toernooi plaats zal vinden. Kruml is nog leerling van de toverschool Klammfels en is met zijn medeleerlingen uitgenodigd om mee te doen. Hij wordt door de Vuurbeker geselecteerd als vertegenwoordiger van Klammfels en wordt daardoor een van de tegenspelers van Harry tijdens het toernooi.
Bij het laatste onderdeel van het toernooi wordt Kruml door Professor Dolleman (die later Bartolomeus Krenck Jr. bleek te zijn) vervloekt met de Imperiusvloek. Hij moest er met behulp van de Cruciatusvloek voor zorgen dat niet Carlo Kannewasser de Trofee te pakken kreeg, maar Harry.
Hermelien wordt later in het schooljaar verliefd op Kruml en ze blijven na het vertrek van de leerlingen van Klammfels nog een tijdlang corresponderen. Kruml nodigt haar uit om hem een keer te bezoeken maar dit is zover bekend nooit gebeurd. Kruml is in tegenstelling tot vele anderen op Klammfels geen slecht mens.